# Орлов, Виктор Владимирович (астроном)
Ви́ктор Влади́мирович Орло́в (3 октября 1956, Беломорск — 23 мая 2016, Санкт-Петербург) — российский учёный в области небесной механики и звёздной динамики, занимался галактической астрономией. Доктор физико-математических наук (2005), профессор СПбГУ.
Почётный работник высшего профессионального образования Российской Федерации (2014).

## Биография
Окончил математико-механический факультет Ленинградского государственного университета (1979), с которым затем связал всю свою жизнь, работая с того же года в альма-матер — впоследствии это СПбГУ, с 1994 года доцент, с 2006 года профессор кафедры небесной механики (звание профессора по кафедре получил в 2013 году). Одновременно в 1985—1997 годах работал в Астрономической обсерватории СПбГУ, а с 2000 по 2006 год — старший, ведущий научный сотрудник Астрономического института СПбГУ, куда был принят после окончания докторантуры. Являлся членом учёного совета факультета, учёным секретарем диссертационного совета по астрономии при университете, членом Международного астрономического союза, членом правления международной общественной организации «Астрономическое общество» (АстрО). Ученик профессора Т. А. Агекяна, его аспирант, кандидатскую диссертацию «Свойства орбит в поле ротационно-симметричного потенциала» защитил в 1990 году.
В 2008 году подписал Открытое письмо учёных Президенту РФ (см. Письмо десяти академиков).
Награждён почётной грамотой Министерства образования и науки Российской Федерации.
Автор 289 публикаций, в том числе трёх учебных пособий, книги «The Three-body Problem from Pythagoras to Hawking» (2016).